# Coulandon
Coulandon település Franciaországban, Allier megyében. Lakosainak száma 634 fő (2022. január 1.). Coulandon Bressolles, Marigny, Neuvy és Souvigny községekkel határos.

## Népesség
A település népességének változása:
| Lakosok száma | 466  | 493  | 554  | 689  | 673  | 660  | 650  | 646  | 641  | 634  |
|               | 1968 | 1982 | 1990 | 2006 | 2013 | 2015 | 2017 | 2019 | 2020 | 2022 |